# Hype Williams
Hype Williams, pseudonimo di Harold Williams (Queens, 1º gennaio 1970), è un regista statunitense di film e videoclip musicali di origini afroamericane e honduregne.
Williams è noto per aver dato vita ad un gran numero di video musicali di grande successo per artisti hip hop e R&B come Aaliyah (Rock the Boat), Craig Mack (Flava In Ya Ear), LL Cool J (Doin' It), Nas (If I Ruled the World (Imagine That), Street Dreams), Missy Elliott (The Rain (Supa Dupa Fly), She's a Bitch), Busta Rhymes (Put Your Hands Where My Eyes Could See), Kelis (Caught Out There), e Jay-Z (Big Pimpin')

## Biografia
Williams è nato nel Queens e ha frequentato l'università di Adelphi. Ha iniziato praticando l'arte del graffitismo utilizzando HYPE come firma dei suoi graffiti. Il suo stile è stato influenzato da artisti come Keith Haring e Jean-Michel Basquiat.

### Regia
Williams ha iniziato la sua carriera come art director; tra i suoi primi lavori ha disegnato i set e i costumi per il primo video delle TLC, "Ain't 2 Proud 2 Beg", nel 1991; nel 1993 diresse video di "How About Some Hardcore?", il primo singolo degli M.O.P.. Nel 1994 ha diretto il suo primo videoclip veramente importante: "Can It All Be So Simple" del Wu-Tang Clan. Grazie al successo di questo e dei video successivi, Williams è diventato il regista di videoclip più pagato e più richiesto alla fine degli anni '90.
Nel 1998, Williams ha diretto il suo primo film di fiction Belly. Il film è stato accolto senza grande entusiasmo tanto dal pubblico che dalla critica. Recentemente Williams si è allontanato dalla regia di videoclip, con il progetto di ritentare con la fiction cinematografica con un remake del cartone animato degli anni 1960 Speed Racer. Nel 2003, Williams è ritornato con i video di New Edition e Ja Rule, e si sta interessando al videogioco.

### Stile
I video dei tardi anni 1990 e primi 2000 di Hype Williams sono caratterizzati da una produzione in grande. Il regista usa spesso il grandangolo spinto (fish-eye), set molto grandi, colori molto saturati e/o neon, costumi costosi ed effetti speciali per dare ai suoi "clienti" un aspetto larger-than-life.
Questo stile è particolarmente evidente nei suoi lavori per Busta Rhymes e Missy Elliott, due dei suoi clienti più assidui dal 1997 al 2001. Il largo uso di modelle in molti dei video di Williams gli hanno causato l'accusa di sfruttamento da parte di molti critici.
Dal 2003 Williams ha adottato uno stile inconfondibile che combina una ripresa sul corpo dell'artista o dell'attore e uno sfondo a tinta unita con una luce soffusa di colore diverso, in modo da dare un senso di illuminazione dello sfondo da parte del soggetto in primo piano. Questa tecnica è stata utilizzata nei video "Gold Digger" di Kanye West, "Digital girl (Remix) di Jamie Foxx, "Video Phone" di Beyoncé e "Barbie Dreams" di Nicki Minaj.
Per la maggior parte dei suoi video più recenti, Williams ha creato un effetto widescreen, che mette l'immagine principale al centro (in formato widescreen, appunto) e una seconda immagine dietro, tagliata dalla prima.
Come in passato, Williams continua oggi a introdurre ogni video con una sequenza titolata, che presenta il suo nome, il nome dell'artista e il titolo della canzone, in uno formato che si accordi allo stile del video che segue. Alcuni esempi di questo sono LL Cool J Ft JLo - Control Myself e Beyonce Ft Slim Thug - Check On It.

## Videografia

### 1992
- Strickly Roots - "Duck the Boys in Blue"
- Zhigge - "Rakin' in the Dough"
- Cutty Ranks - "Living Condition"

### 1993
- Eric Sermon – "Hittin' Switches"
- Positive K – "I Got a Man" (version 1)
- Mangu – "La Playa"
- K-7 – "Zunga Zeng"
- M.O.P - "How About Some Hardcore"

### 1994
- Craig Mack – Flava In Ya Ear (Remix)
- Wu-Tang Clan – "Can It Be All So Simple?"
- Jodeci – "Feenin'"
- Mic Geronimo - "Shit's Real"
- Da Bush Babees - "We Run Things (It's Like That)"
- Gravediggaz - "Diary Of A Madman"

### 1995
- Naughty by Nature – "Craziest"
- The Notorious B.I.G. – "One More Chance" [version 2: remix]
- Warren G – "So Many Ways"
- Brandy – "Baby"
- The Notorious B.I.G. – "Warning"
- The Notorious B.I.G. – "Big Poppa"
- Brandy feat. Queen Latifah, MC Lyte, & Yo Yo – "I Wanna Be Down" (version 2:remix)
- Adina Howard – "Freak Like Me"
- Montell Jordan – "This Is How We Do It"
- The Notorious B.I.G. – "One More Chance" (version 1)
- Guru & Chaka Khan – "Watch What You Say"
- Montell Jordan – "Somethin' 4 Da Honeyz" (version 1)
- Brandy & Wanya Morris - "Brokenhearted"
- Boyz II Men - "Vibin'" (version 2)
- Brandy - "Sittin' Up in My Room"
- Blackstreet feat. SWV - "Tonite's the Night"
- Hodge - "Head Nod" [Remix]
- Mic Geronimo - "Masta I.C."
- OutKast - "Benz or Beamer"
- Ol' Dirty Bastard - Shimmy Shimmy Ya/Baby C'Mon"
- Sam Sneed - "U Betta Recognize"

### 1996
- Tupac Shakur feat. Dr. Dre - "California Love" (version 2: Mad Max, version 3: remix)
- D'Angelo - "Lady" (version 1)
- LL Cool J feat. Boyz II Men - "Hey Lover"
- R. Kelly feat. Ronald Isley - "Down Low (nobody has to know)" (version 1)
- Busta Rhymes - "Woo-hah! Got You All In Check" (version 1)
- The Tony Rich Project - "Nobody Knows "
- R. Kelly - "Thank God It's Friday"
- LL Cool J - "Doin' It"
- Maxi Priest feat. Shaggy - "That Girl"
- Nas feat. Lauryn Hill - "If I Ruled The World (Imagine That)"
- Nas - "Street Dreams"
- Nas feat. R.Kelly - "Street Dreams (Remix)"
- A Tribe Called Quest - "Once Again"
- Blackstreet feat. Dr. Dre - "No Diggity" (version 1)
- R. Kelly - "I Can't Sleep Baby" (If I remix)
- A Tribe Called Quest - "Stressed Out" (version 1)
- Jay-Z feat. Mary J. Blige - "Can't Knock The Hustle"
- LL Cool J featuring Total - "Loungin'" (remix)
- Foxy Brown featuring Blackstreet - "Get Me Home"
- R. Kelly - "I Believe I Can Fly"
- Group Therapy feat. Dr. Dre, RBX, KRS-One, B-Real & Nas - "East Coast West Coast Killaz"
- The Monstars (from Space Jam) - "Hit 'Em High"
- The Isley Brothers feat. R. Kelly - "Let's Lay Together"
- Total - "No One Else"
- Maxi Priest feat. Shaggy - "That Girl"
- Babyface feat. LL Cool J, Jody Watley, ecc. - "This Is For The Lover In You"

### 1997
- Missy Elliott - "The Rain (Supa Dupa Fly)"
- Puff Daddy feat. Faith Evans & 112 - "I'll Be Missing You"
- R. Kelly - "Gotham City"
- The Notorious B.I.G. feat. Ma$e - "Mo'Money, Mo' Problems"
- Mary J. Blige - "Everything"
- Busta Rhymes - "Put Your Hands Where My Eyes Could See"
- Missy Elliott feat. Da Brat- "Sock It 2 Me"
- Jay-Z feat. Foxy Brown - "Sunshine (Always Be Mine)"
- Ma$e - "Feel So Good"
- Wild Orchid - "Supernatural"
- Will Smith - "Gettin' Jiggy Wit It"
- Usher - "Nice and Slow"
- The Firm - "Firm Biz"
- Refugee Camp Allstars feat. Pras and Ky-Mani - "Avenues"
- Scarface - "Mary Jane"

### 1998
- DMX feat. Sheek of the LOX - "Get at Me Dog"
- DMX feat. Faith Evans - "How's It Going Down?"
- Faith Evans - "Love Like This"
- Mel B feat. Missy Elliott - "I Want You Back"
- Mariah Carey feat. Jermaine Dupri - "Sweetheart"
- Mýa feat. Noreaga - "Movin' Out"
- Kelly Price feat. R. Kelly - "Friend of Mine"
- Busta Rhymes - "Gimme Some Mo'"
- DMX, Nas, Method Man, and Ja Rule - "Grand Finale"
- R. Kelly - "Half on a Baby"
- R. Kelly feat. Keith Murray - "Home Alone"

### 1999
- 112 feat. Lil' Zane - "Anywhere"
- Ja Rule - "Holla Holla"
- Ja Rule feat. Tah Murdah & Black Child - "Murda 4 Life"
- Ja Rule - "It's Murda/Kill 'Em All"
- Ja Rule feat. Ronald Isley - "Daddy's Little Baby"
- Ja Rule - "How Many Wanna"
- TLC - "No Scrubs"
- Method Man feat. D'Angelo - "Break Ups 2 Make Ups"
- Busta Rhymes feat. Janet Jackson - "What's It Gonna Be?"
- Nas feat. Puff Daddy - "Hate Me Now"
- Missy Elliott - "She's A Bitch"
- Ma$e feat. Blackstreet - "Get Ready"
- Noreaga - "Oh No"
- Missy Elliott feat. Big Boi & Nicole - "All In My Grill"
- Puff Daddy feat. R. Kelly - "Satisfy You"
- Mobb Deep feat. Nas - "It's Mine"
- Mobb Deep feat. Lil' Kim - "Quiet Storm" (version 2: remix)
- Dr. Dre feat. Snoop Dogg - "Still DRE"
- Ol' Dirty Bastard feat. Kelis - "Got Your Money"
- Kelis - "Caught Out There"
- Missy Elliott feat. Nas, Lil' Mo & Eve - "Hot Boyz"
- Sisqó - "Got to Get It"
- Q-Tip - "Breathe and Stop"
- Q-Tip - "Vivrant Thing"

### 2000
- Jay-Z feat. UGK - "Big Pimpin'"
- No Doubt - "Ex-Girlfriend"
- Busta Rhymes - "Get Out"
- Macy Gray - "Why Didn't You Call Me"
- R. Kelly - "Bad Man"
- DMX feat. Sisqó - "What You Want"
- LL Cool J - "Imagine That"
- Wyclef Jean feat. The Rock - "It Doesn't Matter"
- Busta Rhymes - "Fire"
- Jay-Z "Hey Papi"
- Mýa feat. Jay-Z - "Best of Me (Holla Main Mix)"
- Funkmaster Flex feat. DMX - "Do You?"
- Roni Size Reprazent - "Who Told You"
- Ja Rule feat. Lil' Mo - "Put It On Me"
- The Murderers - "We Don't Give A %^#$"
- The Murderers feat. Vita - "Vita, Vita, Vita"
- Kobe Bryant feat. Tyra Banks - "K.O.B.E."

### 2001
- Busta Rhymes feat. Kelis - "What It Is/Grimey"
- Snoop Dogg feat. Master P - "Lay Low"
- DMX - "Ain't No Sunshine"
- Eric Benét - "Love Don't Love Me"
- Babyface - "There She Goes"
- Vita - "Justfy My Love"
- Left Eye - "The Block Party"
- Jessica Simpson - "A Little Bit"
- Ginuwine - "Differences"
- Aaliyah - "Rock The Boat"
- FUBU feat. LL Cool J, Keith Murray, and Ludacris - "Fatty Girl"
- Busta Rhymes - "As I Come Back/Break Ya Neck"
- Shelby Lynne - "Killin' Kind"
- Stella Soleil - "Kiss Kiss"
- Method Man - "Party & Bull%#!*"

### 2002
- N.E.R.D - "Rock Star Poser" (version 1: unreleased)
- Nelly Furtado - "...On the Radio (Remember the Days)"
- Boyz II Men - "The Color of Love"
- Blu Cantrell featuring Sean Paul - "Breathe (Remix)"

### 2003
- Ashanti - "Rain On Me" (version 1)

### 2004
- Ja Rule feat. R. Kelly & Ashanti - "Wonderful"
- Ashanti - "Only U"
- The Game feat. 50 Cent - "How We Do"
- Teedra Moses - "Be Your Girl"

### 2005
- Queen Latifah feat. Al Green - "Simply Beautiful"
- Slim Thug feat. Bun B - "I Ain't Heard of That"
- Kanye West - "Diamonds from Sierra Leone"
- Kanye West feat. Jamie Foxx - "Gold Digger"
- Smitty - "Diamonds On My Neck"
- Robin Thicke feat. Pharrell Williams - "Wanna Love U Girl" (version 2)
- Jamie Foxx feat. Ludacris - Unpredictable
- Beyoncé feat. Slim Thug and Bun B - "Check on It"
- Pharrell Williams - "Angel"
- Ne-Yo - "So Sick"

### 2006
- LL Cool J feat. Jennifer Lopez - "Control Myself"
- Young Jeezy - "My Hood"
- Mary J. Blige - "Enough Cryin"
- Hoobastank - "If I Were You"
- LL Cool J feat. Lyfe Jennings - "Freeze"
- Lil Jon feat. E-40 and Sean Paul - "Snap Yo Fingers"
- Young Jeezy feat. Lil' Scrappy and T.I. - "Bang"
- Kanye West feat. Paul Wall, GLC and T.I. - "Drive Slow (Remix)"
- Pharrell Williams feat. Kanye West - "Number One"
- Janet Jackson feat. Nelly - "Call on Me"
- John Legend - Heaven
- t.A.T.u. - "Gomenasai"

### 2007
- Kanye West - "Can't Tell Me Nothing"
- Twista feat. Pharrell - "Give It Up"
- Kenna - "Say Goodbye to Love"
- Kanye West - "Stronger"
- Fam-Lay - "The Beeper Record"
- Ja Rule - "Body"
- Jay-Z feat. Pharrell Williams - "Blue Magic"
- Lupe Fiasco feat. Matthew Santos - "Superstar"
- Ne-Yo - "Go On Girl"

### 2008
- Shaggy feat. Akon - "What's Love"
- Kanye West - "Homecoming"
- Sean Garrett feat. Ludacris - "Grippin'"
- Mary J. Blige - "Stay Down"
- Lloyd feat. Lil Wayne - "Girls Around the World"
- Coldplay - "Viva la vida"
- N.E.R.D feat. CRS & Pusha T - "Everyone Nose (All the girls ....)(Remix)"
- Common feat. Pharrell - "Universal Mind Control"
- Kanye West - "Heartless"
- DJ Khaled feat. Kanye West & T-Pain - "Go Hard"

### 2009
- Bow Wow feat. Jermaine Dupri - "Roc The Mic"
- Bow Wow feat. Johntá Austin - "You Can Get It All"

- Jamie Foxx feat. T-Pain - "Blame It"
- Busta Rhymes feat. T-Pain - "Hustler's Anthem '09"
- Kanye West feat. Young Jeezy - "Amazing"
- Kanye West - "Robocop" (Unreleased)
- Swizz Beatz - "When I Step in the Club" (Hennessy Black commercial)
- The-Dream feat. Kanye West - "Walkin' on the Moon"
- Big Sean  - "Getcha Some"
- Jamie Foxx feat. Kanye West, The-Dream, & Drake - "Digital Girl (Remix)"
- Consequence feat. Kanye West & John Legend - "Whatever U Want"
- Drake feat. Kanye West, Lil Wayne, & Eminem - "Forever"
- Diddy-Dirty Money feat. The Notorious B.I.G. - "Angels"
- Dan Bălan - "Chica Bomb"
- Mariah Carey - "I Want to Know What Love Is"
- Jay-Z feat. Alicia Keys - "Empire State of Mind"
- Beyoncé feat. Lady Gaga - "Video Phone (Extended Remix)"

### 2010
- Bob Sinclar ft. Sean Paul - "Tik To"
- Nicki Minaj - "Massive Attack"
- Audio feat. Akon - "Magnetic"
- Christina Aguilera - "Not Myself Tonight"
- Diddy-Dirty Money feat. Rick Ross and T.I. - "Hello Good Morning"
- Diddy-Dirty Money feat. Nicki Minaj and Rick Ross - "Hello Good Morning" (Remix)
- Rick Ross feat. Kanye West - "Live Fast, Die Young"
- Jessica Mauboy feat. Snoop Dogg - "Get 'Em Girls"
- Kanye West  - "Runaway"
- Ke$ha - "We R Who We R"

### 2011
- Lil Wayne ft. Cory Gunz - "6 Foot 7 Foot"
- Miguel - "Sure Thing"
- Kanye West feat. Rihanna - "All of the Lights"
- Kim Kardashian - "Jam (Turn It Up)" (Non rilasciato)
- Big Sean  feat. Kanye West & Roscoe Dash – "Marvin & Chardonnay"
- Coldplay - "Paradise" (Non rilasciato)
- Ja Rule - "Real Life Fantasy"
- Josh Baze - "We Made It"
- Robin Thicke  - "Love After War"
- Willow Smith feat. Nicki Minaj - "Fireball"

### 2012
- Nicki Minaj – "Stupid Hoe"
- Busta Rhymes feat. Chris Brown – "Why Stop Now"
- Brandy feat. Chris Brown – "Put It Down"
- Jack White – "Freedom at 21"
- Kanye West & DJ Khaled – "Cold"
- Fat Joe feat. Kanye West – "Pride N Joy"
- Nicki Minaj – "Va Va Voom"
- Nicki Minaj – "Roman in Moscow" (Non rilasciato)

### 2013
- Beyoncé feat. Jay-Z - "Drunk in Love"
- Beyoncé  - "Blow"
- Meek Mill - "Levels"
- Nikki Williams – "Glowing"

### 2014
- Ludacris feat. Jeremih & Wiz Khalifa - "Party Girls"
- Future feat. Kanye West - "I Won"
- Common feat. Vince Staples - "Kingdom"
- Jennifer Lopez feat. Iggy Azalea - "Booty"

### 2016
- Alicia Keys  feat. ASAP Rocky - "Blended Family (What You Do for Love)"
- Travis Scott - "90210"